# تامی همپسون
تامی همپسون (انگلیسی: Tommy Hampson; ۲۸ اکتبر ۱۹۰۷ – ۴ سپتامبر ۱۹۶۵) ورزشکار دو و میدانی اهل بریتانیا بود.
وی در مسابقات کشوری و بین‌المللی در مجموع برندهٔ ۲ مدال طلا، ۱ مدال نقره شده‌است.